# П'єр Тюрке
П'єр Моріс Тюрке (13 грудня 1913 — 27 грудня 1975) — англійський психіатр і психоаналітик клініки Тавісток, насамперед відомий дослідженнями групових стосунків. Він також був британським олімпійським фехтувальником, який брав участь у командних заліках на рапірах на літніх Олімпійських іграх 1948 року.

## Біографія
П'єр Тюрке був сином Андре Тюрке (1869—1940), французького директора Лондонської дипломатичної служби «Scoones», і Гледіс Тюрке (бл. 1889—1977), викладачки французької мови у Вестфілдському коледжі в Лондоні та професорки французької мови в Бедфордському коледжі. Він отримав освіту у Вестмінстерській школі та Трініті-коледжі в Кембриджі, де перейшов з історії на науку, перш ніж завершити медичну освіту в Лондонському шпиталі.
Під час Другої світової війни він був майором Королівського армійського медичного корпусу й допомагав створювати комісії з відбору військового відомства. 1940 року одружився з Клер Гантер Згодом був відряджений до верховного штабу та військового відомства Франції. Після війни був психіатром-дослідником у дослідницькому відділі соціальної медицини MRC, де займався міжособистісними та внутрішньосімейними стосунками молодих людей із виразкою дванадцятипалої кишки
У 1951 році він виграв чемпіонат Британії з фехтування на шаблях. Наступного 1951 року він став психіатром-консультантом у клініці Тавісток. Працював груповим аналітиком. З 1968 по 1973 рік він був головою відділу для дорослих Тавістока.
Загинув 27 грудня 1975 року внаслідок ДТП у Франції.